# Scott Motor Cycle Company

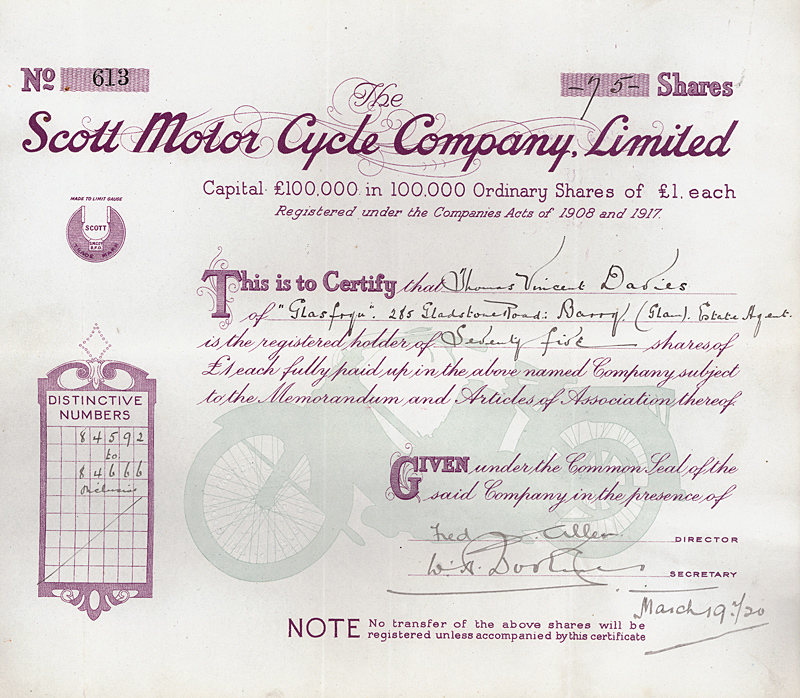
Aktie der Scott Motor Cycle Company vom 19. März 1920

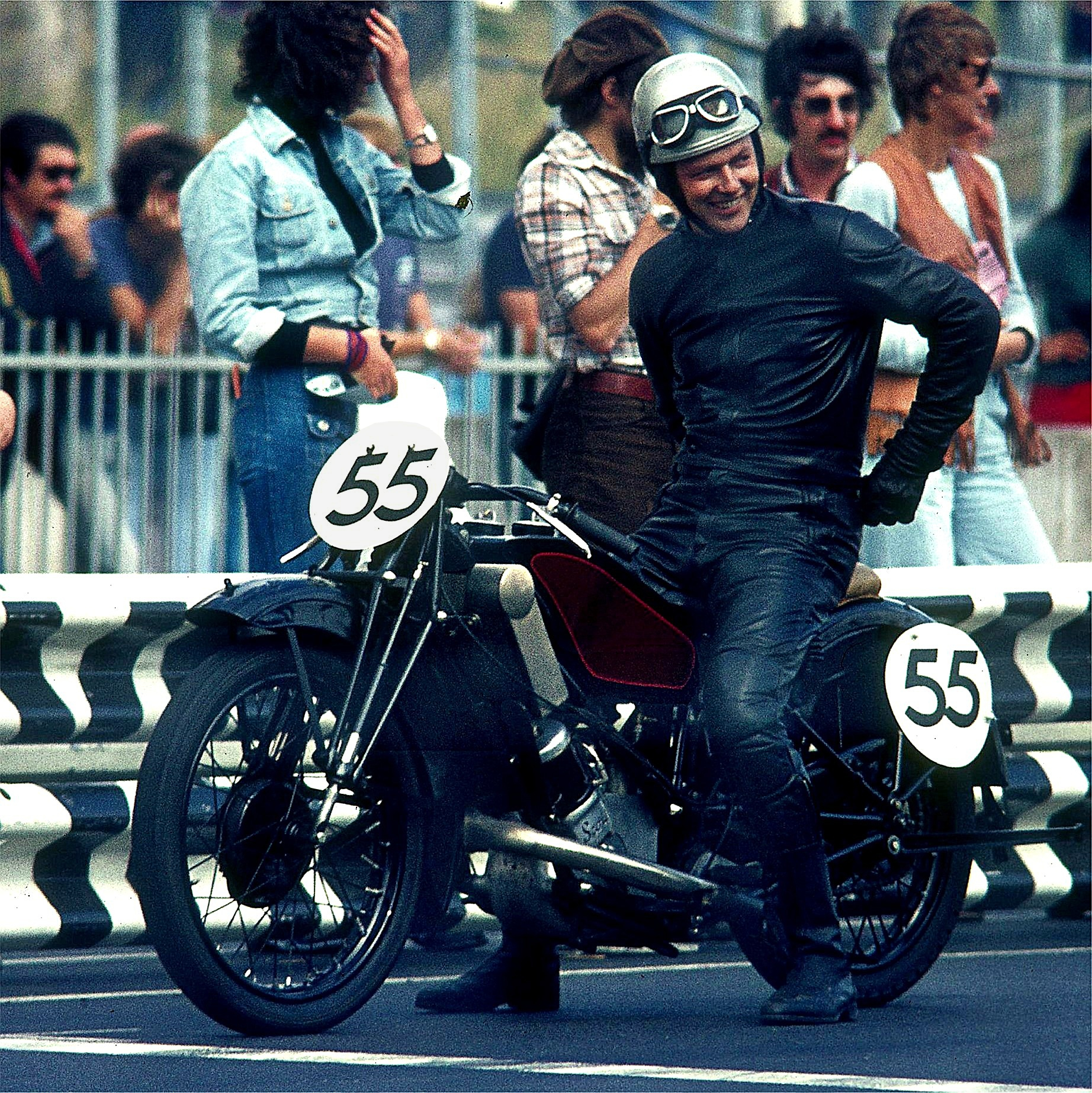
Scott-TT-Replica von 1930/31 beim Oldtimer-Grand-Prix 1975 auf dem Nürburgring

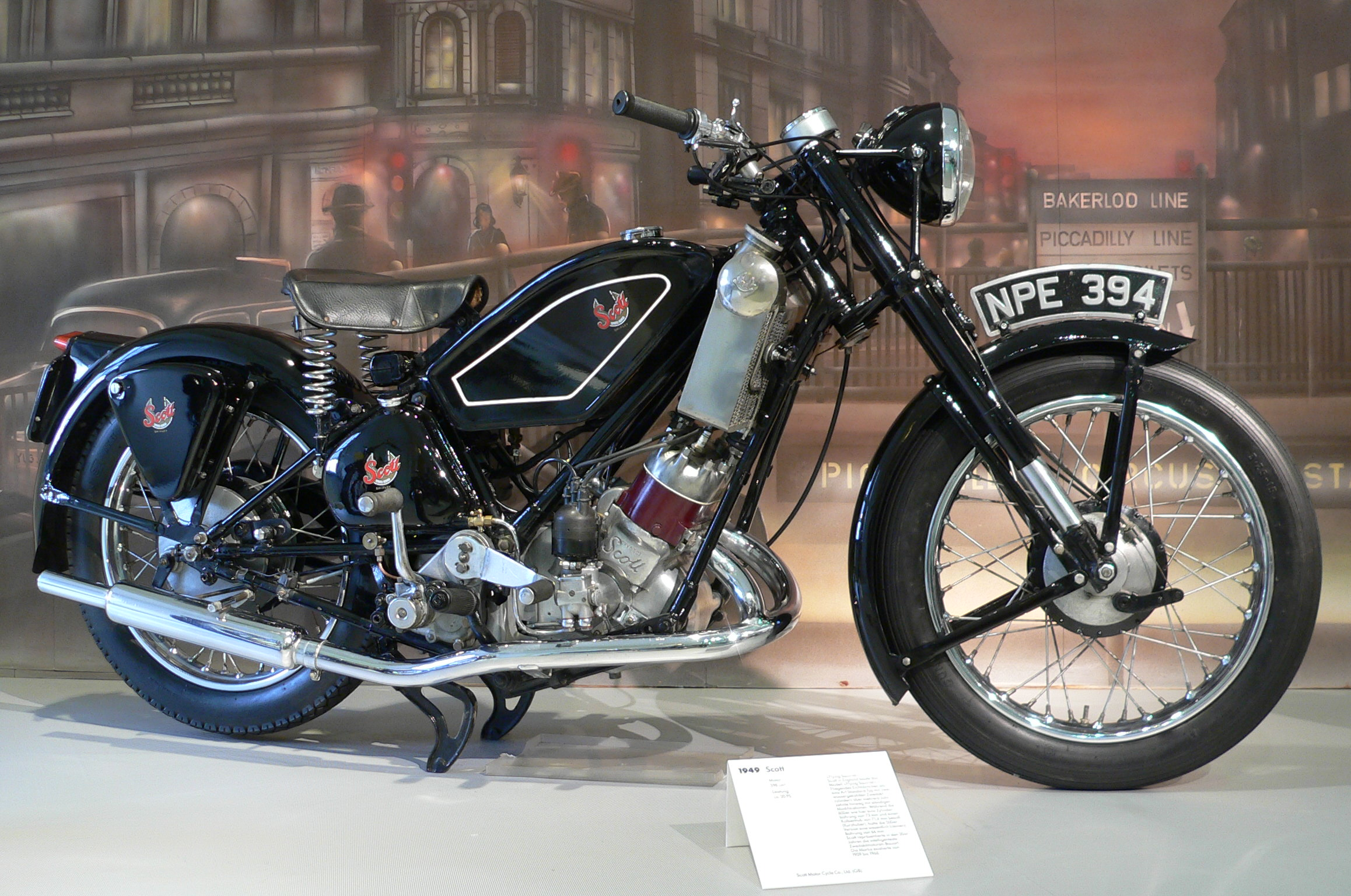
Scott „Flying Squirrel“ von 1949 im Zweirad-Museum Neckarsulm

Die Scott Motor Cycle Co., Ltd. war ein englischer Motorradhersteller. Das Unternehmen wurde 1909 von Alfred Angas Scott in Bradford als Scott Engineering Company gegründet. Das Unternehmen zog jedoch bald nach Shipley. 1966 wurde das Unternehmen in Birmingham endgültig geschlossen.

## Beschreibung
Der Hersteller war jahrzehntelang mit einer einzigen Motorbauart recht erfolgreich: Zweizylinder-Zweitaktmotoren mit 333, 354, 498, 532 und schließlich 598 cm³ in Gegenläufertwin-Anordnung. Die Kurbeln der Kurbelwelle waren fliegend gelagert, das Schwungrad und der Primärantrieb lagen in der Mitte. So waren die Motoren recht kompakt. Zunächst waren sie luftgekühlt, die Produktion wurde aber bald auf Thermosiphon-Wasserkühlung (also ohne Wasserpumpe) umgestellt. Die Motoren waren nach vorne geneigt in Rahmen eingebaut, die aus geraden (nicht gekrümmten) Stahlrohren bestanden und deshalb als besonders verwindungssteif galten.
Es gab in den 1920er/1930er-Jahren, nachdem Scott 1919 aus dem Unternehmen ausgeschieden war, der Unternehmensname (Firma) geändert wurde und William Cull die Unternehmensleitung übernahm aber auch Ausnahmen. So existierte ein luftgekühlter Einzylinder-Zweitakter (1929) mit 297 cm³, aber auch ein wassergekühlter Dreizylinder Scott Modell 3S mit 997 cm³.
Mitte der 1930er-Jahre sah Scott Marktchancen für kleine Luftfahrtantriebe. Dies wurde mit dem Erfolg der sogenannten Himmelslaus begründet. Aus dem Motorradmotor entstand so der luftgekühlte Scott A2S Flying Squirrel-Motor („Fliegendes Eichhörnchen“). Zwischen 1935 und 1937 wurden etwa 70 Motoren hergestellt.
1950 wurde das Unternehmen liquidiert, nachdem die doch recht einfachen Motoren seit 1935 nur unwesentlich weiterentwickelt worden waren und mit der Leistungszunahme ihrer Mitbewerber nicht mehr Schritt halten konnten. Investoren sicherten sich jedoch die Marke und produzierten in kleinem Umfang bis 1966 weiter. In den 1970er-Jahren lebten Scotts Konstruktionsprinzipien unter dem Markennamen Silk noch einmal auf.
Die Maschinen waren als exzellent verarbeitet und sehr durchzugskräftig geschätzt, aber auch recht teuer. Besonderes Verdienst des Unternehmens ist die Konstruktion eines Hochleistungs-Zweitaktmotors, der den damaligen Viertaktmotoren in der Leistungsfähigkeit nicht nachstand. Als Sensation galt es, dass diese Zweitaktmaschinen 1912 und 1913 mit Frank Applebee bzw. Tim Wood die Isle of Man TT gewannen.
Zu den weiteren Motorrädern gehörte Scott Modell 3 3/4.
Zwischen 1929 und 1931 wurden auch Lastkraftwagen gefertigt.

## Einzelbelege
1. ↑  Erwin Tragatsch: Alle Motorräder. 1894 bis heute. Motorbuch-Verlag, Stuttgart 1977, ISBN 3-87943-410-7.
2. ↑  G. N. Georgano (Hrsg.), G. Marshall Naul: Complete Encyclopedia of Commercial Vehicles. MBI Motor Books International, Osceola 1979, ISBN 0-87341-024-6.